# Belcarra
Belcarra (iriska: Baile na Cora) är en ort i republiken Irland.   Den ligger i grevskapet Mayo och provinsen Connacht, i den nordvästra delen av landet, 200 km väster om huvudstaden Dublin. Belcarra ligger 45 meter över havet och antalet invånare är 222.
Terrängen runt Belcarra är platt.Runt Belcarra är det glesbefolkat, med 15 invånare per kvadratkilometer. Närmaste större samhälle är Castlebar, 7,8 km nordväst om Belcarra. Trakten runt Belcarra består i huvudsak av gräsmarker.